# 수산구

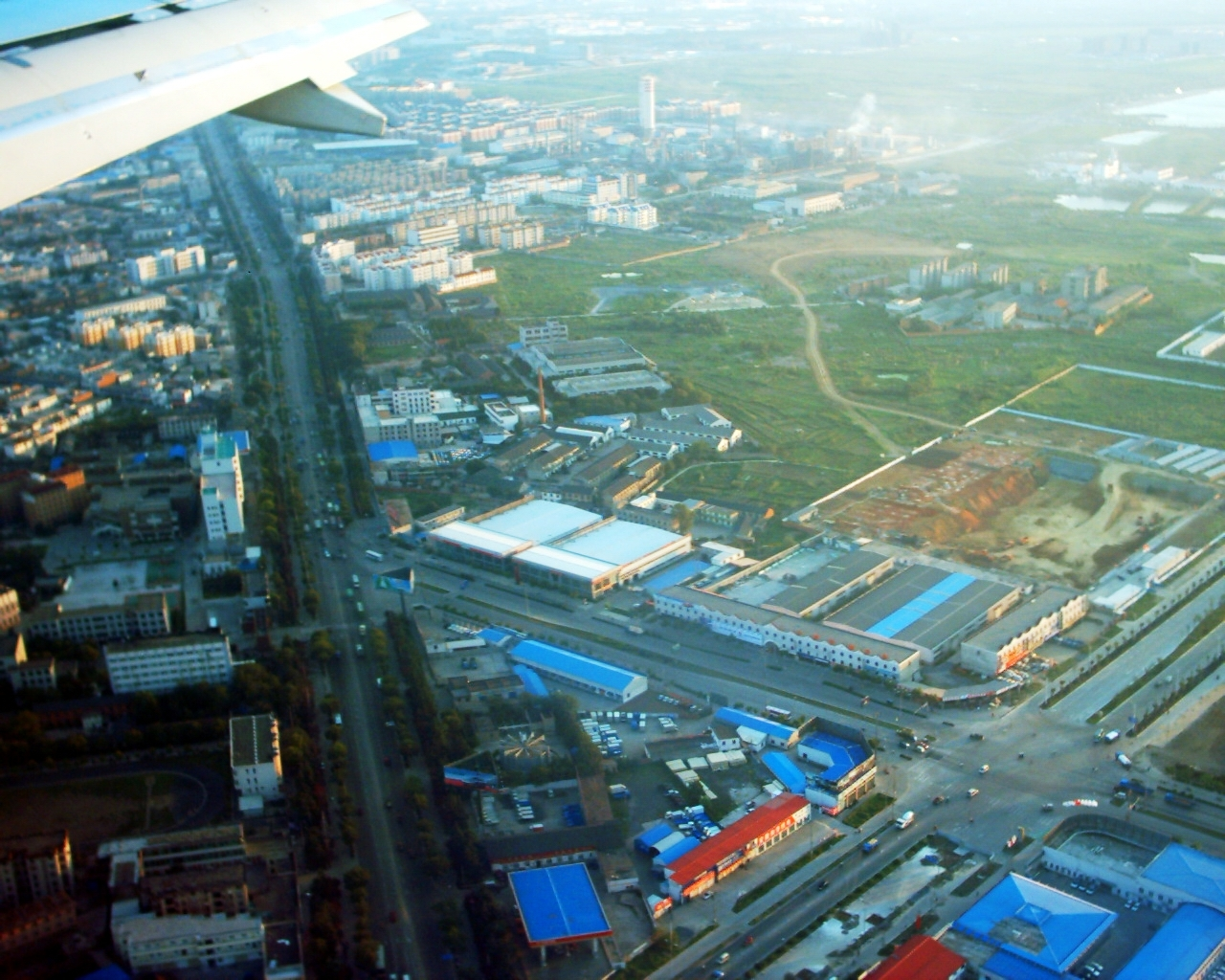

수산구(한국어: 촉산구, 중국어: 蜀山区, 병음: Shǔshān Qū)는 중화인민공화국 안후이성 허페이 시 서쪽의 현급 행정구역이다. 넓이는 129km2이고, 인구는 2007년 기준으로 600,000명이며 티엔어후(天鹅湖)라고 불리는 호수를 중심으로 완다광장(万达广场), 완상청(万象城)등의 쇼핑몰과 허페이 오페라 하우스, 허페이 체육관을 중심으로 번화한 도심이 형성되어있다.

## 행정 구역
8개 가도, 2개 진을 관할한다.
- 가도변사소: 稻香村街道, 南七里站街道, 三里庵街道, 琥珀山庄街道, 西园新村街道, 五里墩街道, 荷叶地街道, 笔架山街道.
- 진: 井岗镇, 南岗镇.